# Rocafort (Walencja)
Rocafort – gmina w Hiszpanii, w prowincji Walencja, we wspólnocie autonomicznej Walencja, o powierzchni 2,34 km². W 2011 roku liczyła 6846 mieszkańców.